# Амионе, Херонимо
Херонимо Артуро Амионе Севальос (исп. Jerónimo Arturo Amione Cevallos; 31 марта 1990, Мехико, Мексика) — мексиканский футболист, нападающий клуба «Алебрихес де Оахака».

## Клубная карьера
Амионе — воспитанник клуба «Атланте». 24 апреля 2010 года в матче против «Эстудиантес Текос» он дебютировал в мексиканской Примере. В этом же поединке Херонимо забил свой первый гол за «Атланте». Летом 2013 года Амионе перешёл в «Крус Асуль». 21 июля в матче против «Монтеррея» он дебютировал за новую команду. 11 августа в поединке против «Гвадалахары» Херонимо забил свой первый гол за «Крус Асуль». 29 августа в матче Лиги чемпионов КОНКАКАФ против гаитянской «Валенсии» он забил гол. В 2014 году Амионе помог команде завоевать Кубок КОНКАКАФ.
Летом 2014 года для получения игровой практики Амионе на правах аренды перешёл в «Толуку». 20 июля в матче против «Монаркас Морелия» он дебютировал за новую команду. 28 ноября в поединке против «Чьяпаса» Херонимо забил свой первый гол за «Толуку».
В начале 2016 года Амионе на правах аренды был отдан в «Пуэблу». 18 января в матче против «Монтеррея» он дебютировал за новую команду. 6 ноября в поединке против «Некаксы» Херонимо забил свой первый гол за «Пуэблу». Летом 2017 года клуб выкупил его трансфер у «Крус Асуль». В начале 2018 года Амионе перешёл в Лобос БУАП на правах аренды. 8 января в матче против «Сантос Лагуна» за новый клуб.

## Международная карьера
В 2011 году Амионе стал победителем Панамериканских игр в родной Гвадалахаре. На турнире он принял участие в поединках турнира против команд Тринидада и Тобаго, Эквадора, Уругвая, Коста-Рики и Аргентины. В поединках против уругвайцев и аргентинцев Херонимо забил три гола.

## Достижения
«Крус Асуль»
- Победитель Лиги чемпионов КОНКАКАФ — 2013/2014

 Мексика (до 23)
- Панамериканские игры — 2011